# 南羽咋站
南羽咋站（日语：／ Minami-Hakui eki */?）是位於石川縣羽咋市新保町下，西日本旅客鐵道（JR西日本）的七尾線車站。
此站位於羽咋市最南部，此站較近寶達志水町公所所在地子浦。

## 歷史
- 1960年（昭和35年）2月10日 - 日本國有鐵道（國鐵）七尾線敷浪站至羽咋站之間開設此站[1]。為旅客車站。
- 1972年（昭和47年）3月15日 - 成為無人車站。
- 1987年（昭和62年）4月1日 - 伴隨國鐵分割民營化，車站由西日本旅客鐵道（JR西日本）營運。

## 車站構造
車站是一座地面車站，設有1面1線的單式月台，往七尾方向的列車會開放右邊車門。
此站是由七尾鐵道部管理的無人車站。從前的車站大樓現時已經拆毀。車站出入口直連月台，在月台上設有自動售票機和候車室，但是在2009年（平成21年）9月16日，自動售票機已經撤走。

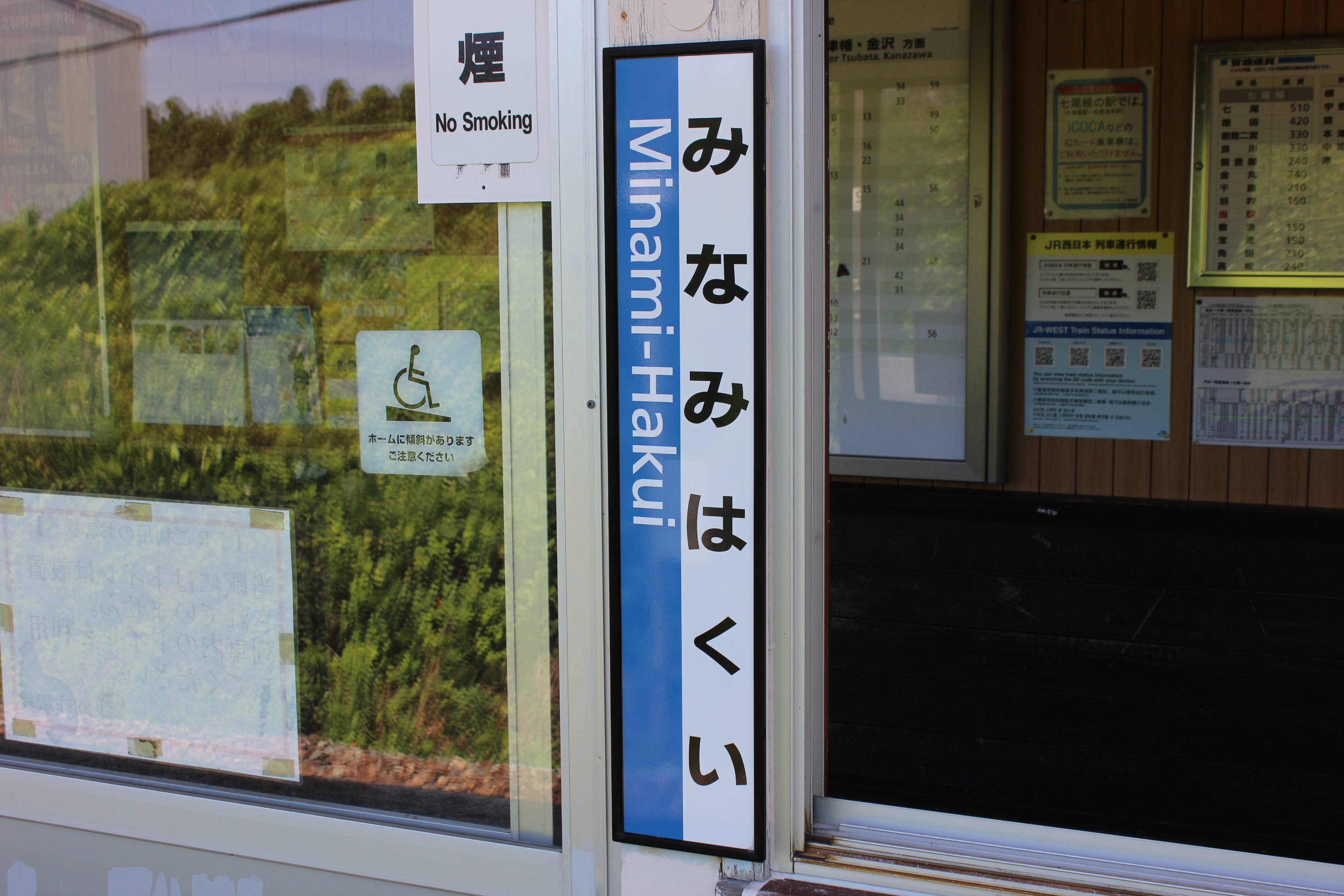
候車室與站名標

## 使用狀況
根據「羽咋市統計書」，以下為1日近年平均乘車人次列表：
| 年度               | 1日平均 乗車人員 |
| ------------------ | ---------------- |
| 2002年（平成14年） | 76               |
| 2003年（平成15年） | 67               |
| 2004年（平成16年） | 65               |
| 2005年（平成17年） | 68               |
| 2006年（平成18年） | 65               |
| 2007年（平成19年） | 62               |
| 2008年（平成20年） | 62               |
| 2009年（平成21年） | 57               |
| 2010年（平成22年） | 53               |
| 2011年（平成23年） | 60               |
| 2012年（平成24年） | 52               |
| 2013年（平成25年） | 52               |
| 2014年（平成26年） | 47               |
| 2015年（平成27年） | 58               |
| 2016年（平成28年） | 76               |
| 2017年（平成29年） | 83               |
| 2018年（平成30年） | 78               |
| 2019年（令和元年） | 65               |

## 車站周邊
- 國道249號
- 羽咋市立栗之保小學
- 國道159號（日语：国道159号）
- 能登里山海道 - 千里濱交匯處（日语：千里浜インターチェンジ）、志雄停車區
- 蓮華山
- 寶達志水町公所
- 寶達志水町立志雄小學
- 志雄郵局

## 相鄰車站
西日本旅客鐵道
■七尾線
敷浪－南羽咋－羽咋

## 註腳
1. 1 2 3 4 5 6 7 8  . 週刊朝日百科. 43号 富山駅・高岡駅・和倉温泉駅ほか. 朝日新聞出版. 2013-06-16: 26 （日语）.

## 外部連結
- 南羽咋｜車站資訊：JR出門網 - 西日本旅客鐵道（日語）